# Casa a la plaça Castells, 6 (Igualada)
La Casa a la plaça Castells, 6 és una obra eclèctica de Igualada (Anoia) inclosa a l'Inventari del Patrimoni Arquitectònic de Catalunya.

## Descripció
Edifici d'estatges de tres plantes d'alçada i d'una simetria força evident. Destaquen les finestres amb balconada de ferro forjat i una interessant decoració de temes florals i heràldics que se situa als arcs que ocupen la part alta de totes les finestres. També és força interessant l'acabament de l'edifici amb una balustrada de pedra força original per les diferents formes que agafen les petites columnes que la formen.